# Rjo Mijaiči
Rjo Mijaiči (japonsko 宮市 亮), japonski nogometaš, 14. december 1992, Aiči, Japonska.
Za japonsko reprezentanco je odigral pet uradnih tekem.